# Вулиця Куликівська (Львів)
Вулиця Куликівська — вулиця у Франківському районі міста Львова, у місцевості Вулька. Пролягає від вулиці Сахарова до залізниці, утворюючи перехрестя з вулицею Піддубного. Прилучаються вулиці Околична та Сміливих.

## Історія
Вулиця прокладена на початку 1910-х років, з 1911 року мала назву На Вульці, у 1929 році перейменована на Вулецьку бічну. У 1933 році отримала назву вулиця Хлопіцького, на честь учасника повстання Костюшка та Листопадового повстання 1830—1831 років, генерала Юзефа Хлопіцького. Під час німецької окупації, з 1943 року по липень 1944 року мала назву Брукнерґассе, на честь австрійського композитора Антона Брукнера. Сучасну назву вулиця отримала у 1945 року на згадку про селище Куликів, що на Львівщині.

## Забудова
Забудована одно- та двоповерховими будинками 1920-1930-х років у стилі польського конструктивізму. Серед них виділяється будинок № 16, зведений у дворковому стилі. Також є декілька типових п'яти- та дев'ятиповерхових будинків, зведених у 1980—1990-х роках.

Світлини вуличної забудови
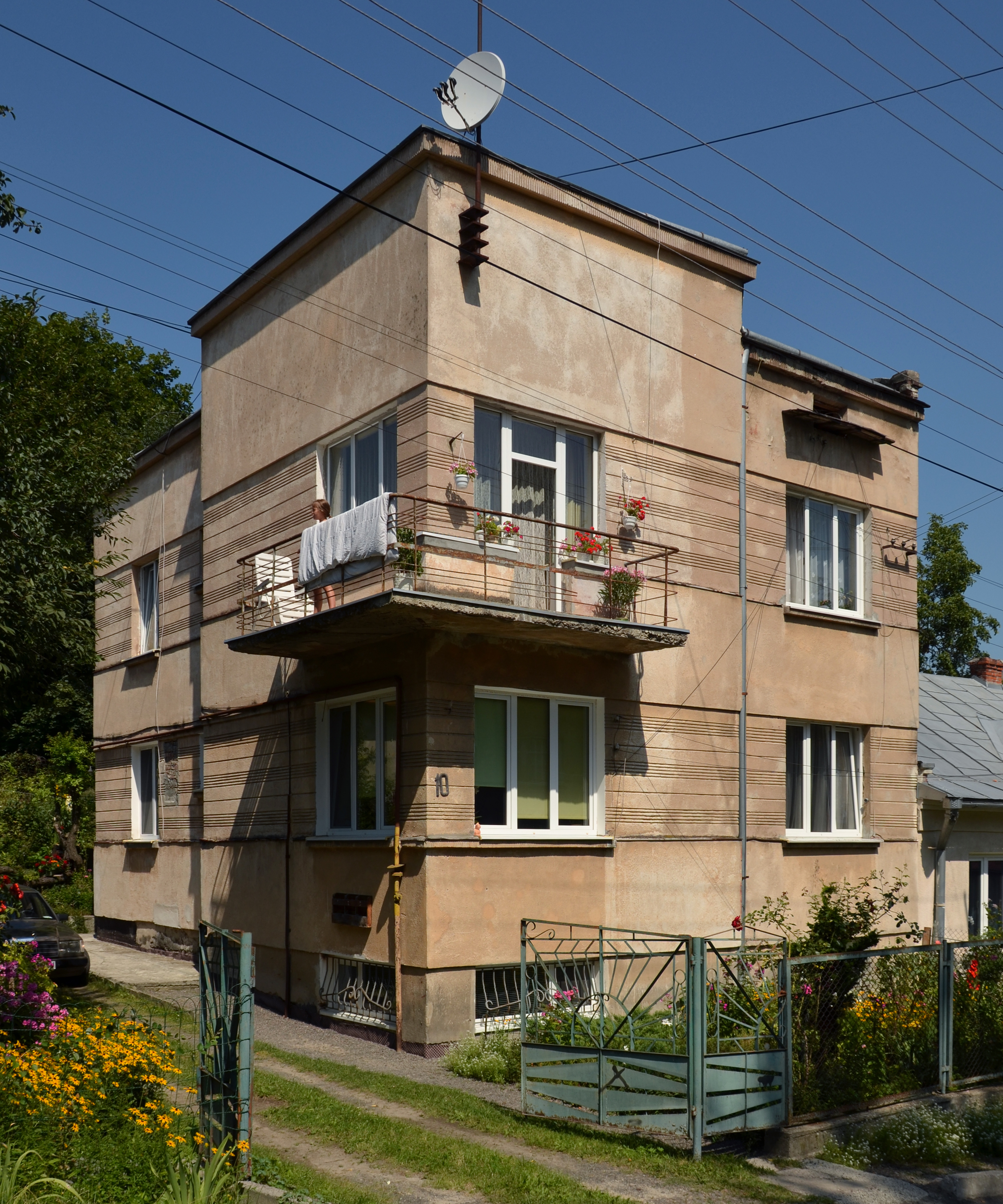
Будинок № 10
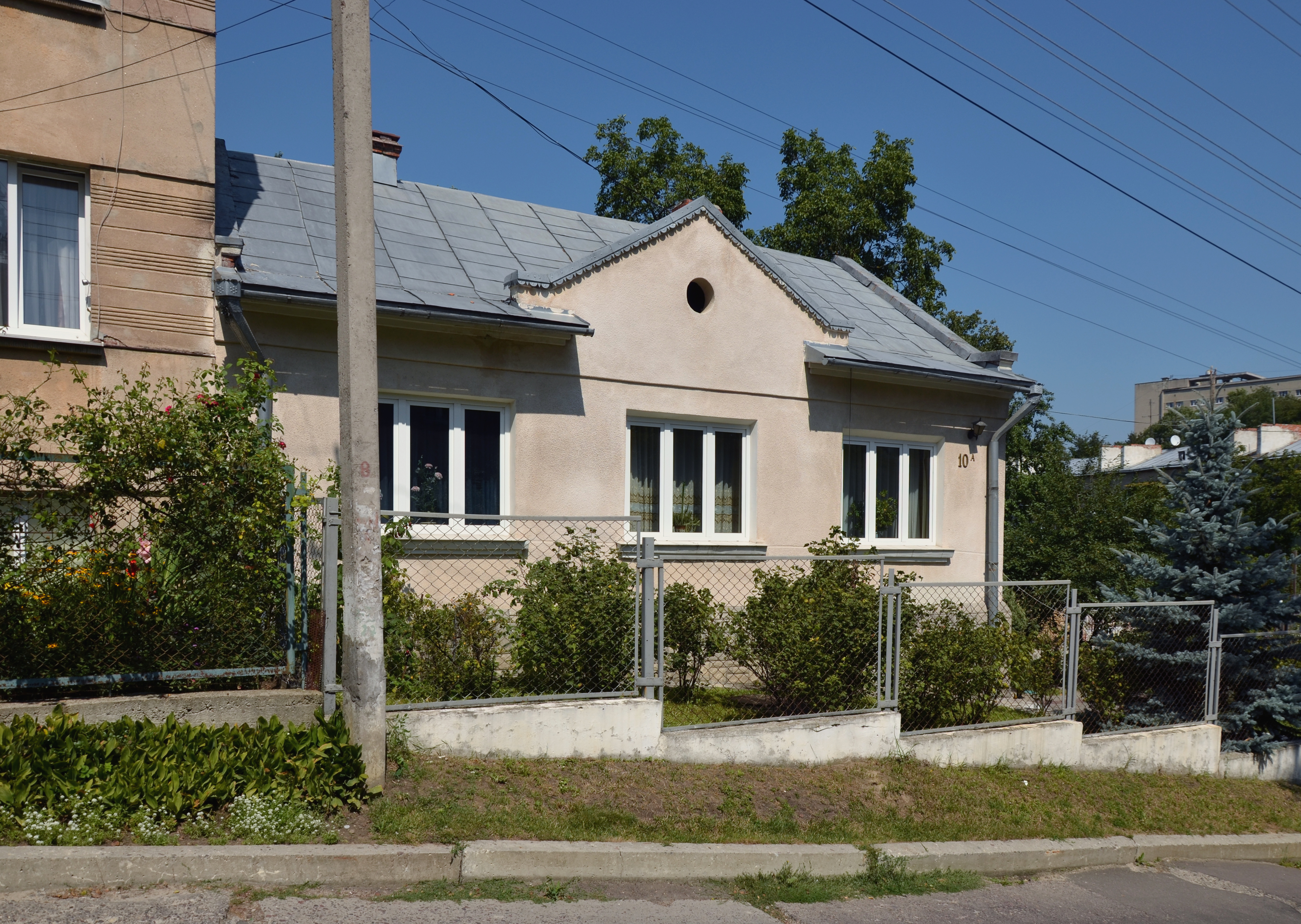
Будинок № 10а
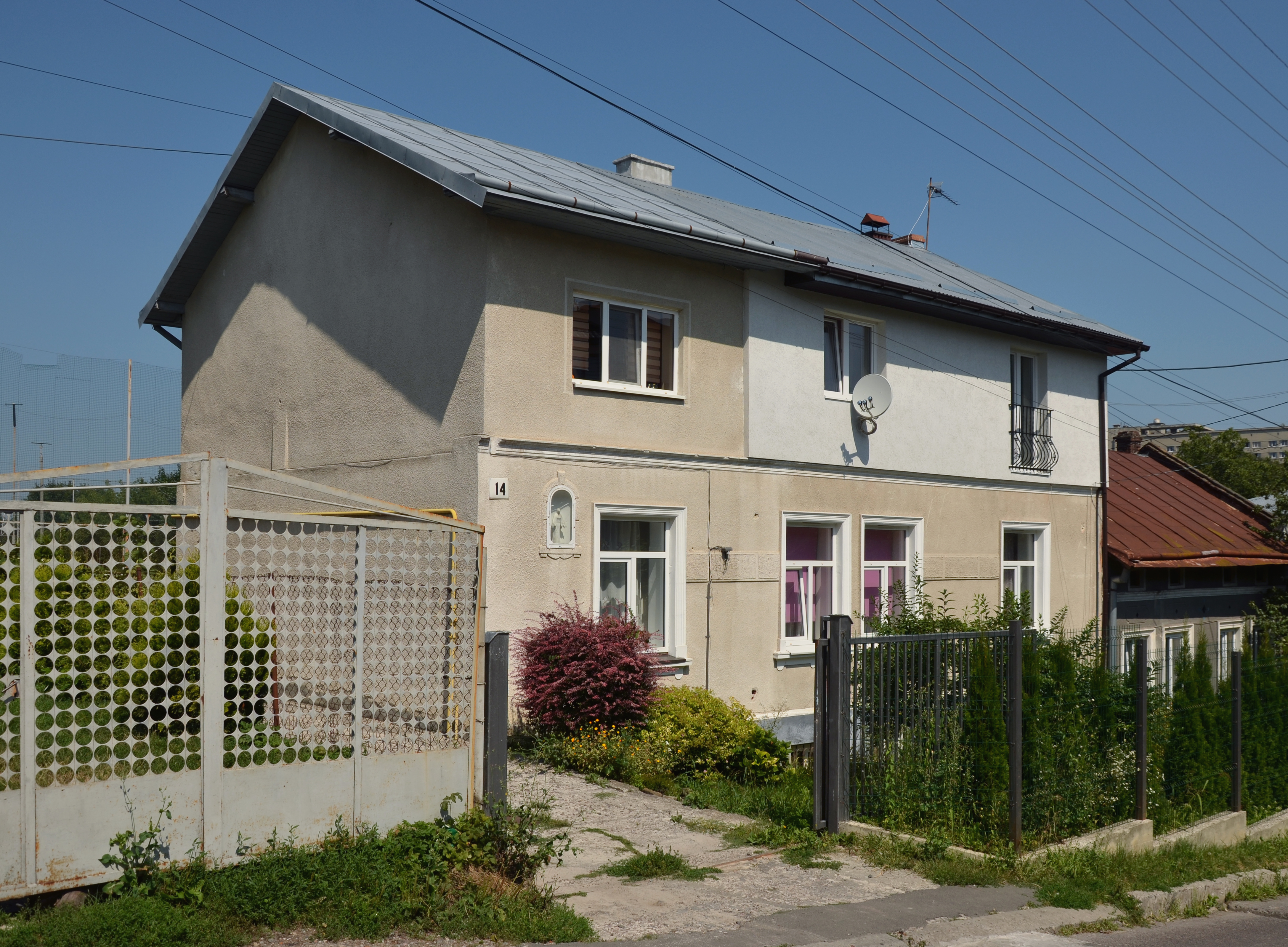
Будинок № 14
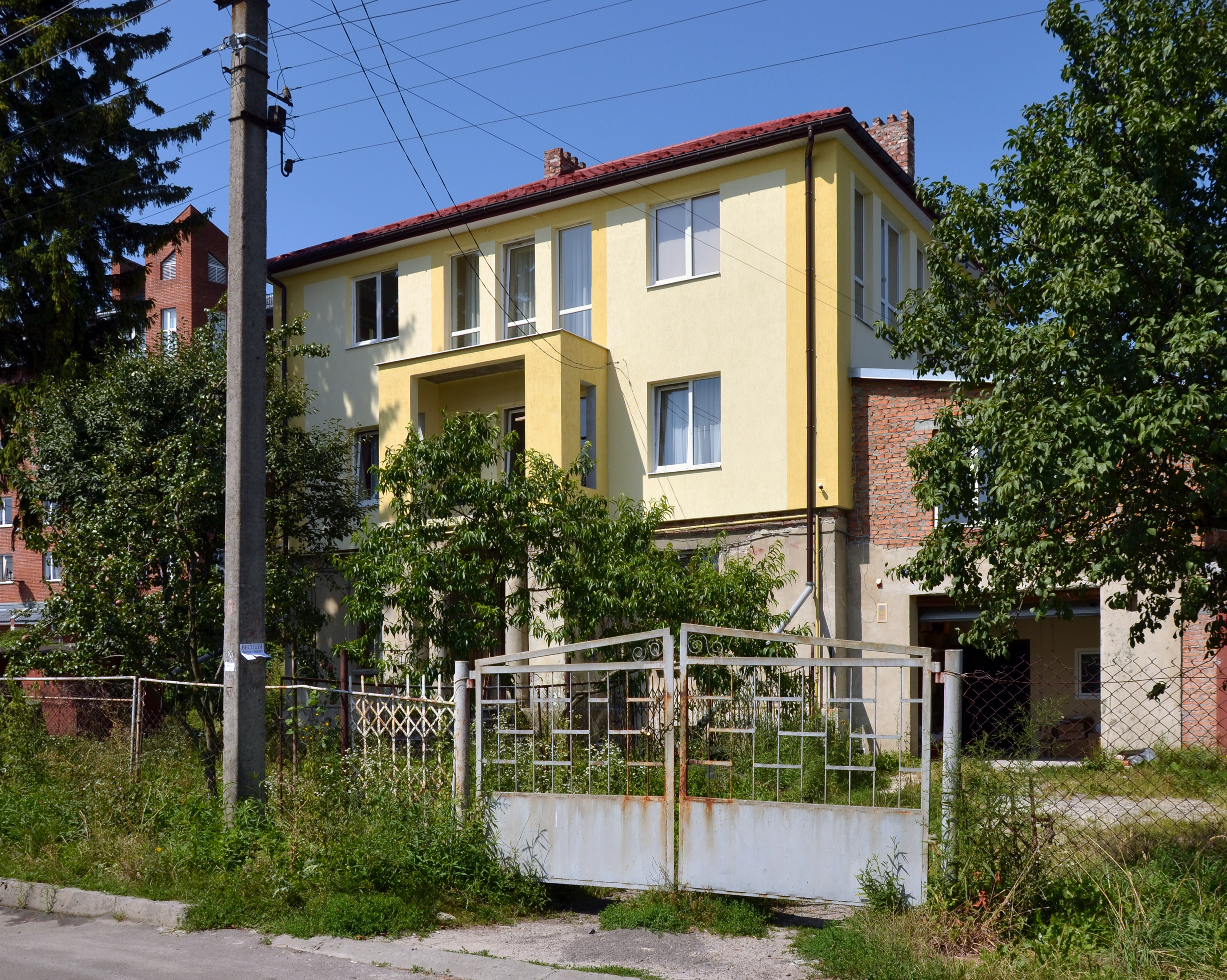
Будинок № 16
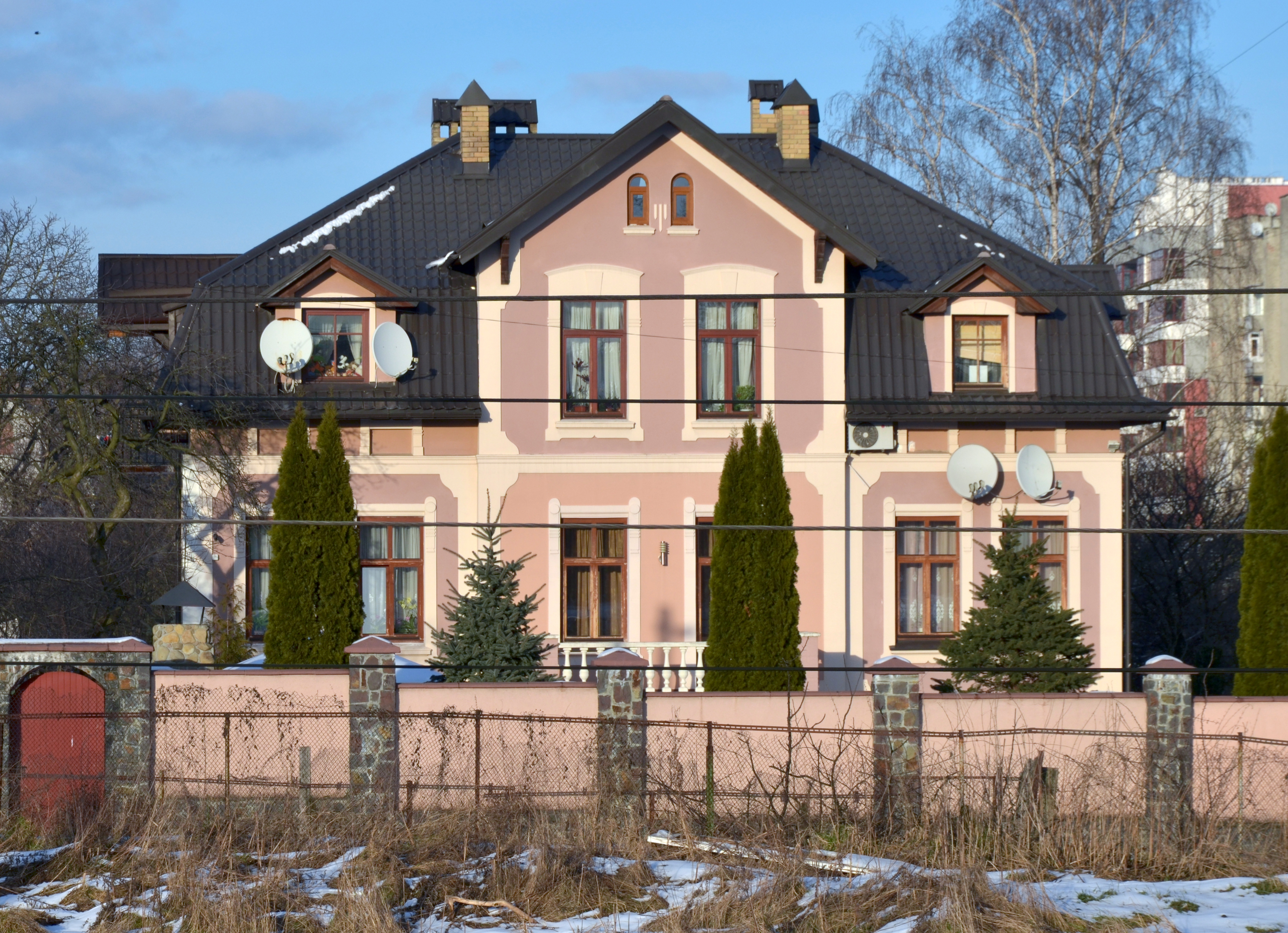
Будинок № 66